# Херст, Райан
Ра́йан Ду́глас Херст (англ. Ryan Douglas Hurst, род. 19 июня 1976, Санта-Моника, Калифорния) — американский актёр. Наиболее известен по роли Гарри «Рыжего» Уинстона в культовом телесериале кабельного телеканала FX «Сыны анархии».

## Ранняя жизнь и образование
Херст родился в Санта-Моник в Калифорнии в семье актёра Рика Херста (англ. Rick Hurst, род. 1 января 1946) и педагога-репетитора по актёрскому мастерству Кэндис Каникки (англ. Candace Kaniecki). Он посещал старшую школу Санта-Моники (англ. Santa Monica High School).

## Личная жизнь
Херст встретил свою жену Молли Куксон (англ. Molly Cookson) в 1994 году, и они поженились в мае 2005 года. Вместе они основали продюсерскую компанию под названием «Fast Shoes».

## Фильмография

### Кино
| Год  | Название на русском     | Название на английском  | Роль                 | Примечания |
| ---- | ----------------------- | ----------------------- | -------------------- | ---------- |
| 1997 | Почтальон               | The Postman             | Эдди Марш            |            |
| 1998 | Целитель Адамс          | Patch Adams             | Нил                  |            |
| 1998 | Спасти рядового Райана  | Saving Private Ryan     | десантник Мэндельсон |            |
| 2000 | Правила боя             | Rules of Engagement     | капитан Хастингс     |            |
| 2000 | Вспоминая Титанов       | Remember the Titans     | Герри Бертьер        |            |
| 2001 | Идеальный любовник      | Perfect Lover           | парень               |            |
| 2001 | Венера и Марс           | Venus and Mars          | Роберто              |            |
| 2002 | Мы были солдатами       | We Were Soldiers        | сержант Эрни Саваш   |            |
| 2002 | Штат одинокой звезды    | Lone Star State of Mind | Тинкер               |            |
| 2004 | Игры джентльменов       | The Ladykillers         | Чурбан               |            |
| 2006 | Благородные дела        | Noble Things            | Кайл Коллинз         |            |
| 2008 |                         | Chasing the Green       | Росс Франклин        |            |
| 2011 | Ранго                   | Rango                   | Джедидая             | Озвучка    |
| 2013 | Клуб «CBGB»             | CBGB                    | Чокнутая Гора        |            |
| 2018 | Миллион мелких осколков | A Million Little Pieces | Хэнк                 |            |
| 2023 | Дорога отчаяния         | Desperation Road        | Ларри                |            |

### Телевидение
| Год     | Название на русском                 | Название на английском           | Роль                              | Примечания |
| ------- | ----------------------------------- | -------------------------------- | --------------------------------- | --- |
| 1993    | Спасенные звонком: Новый класс      | Saved by the Bell: The New Class | Кранч Грабовски                   | 2 эпизода |
| 1994    | Беверли-Хиллз, 90210                | Beverly Hills, 90210             | студент-актёр                     | Эпизод: «Divas» |
| 1995—96 | Копы на кампусе                     | Campus Cops                      | Уэйн Симко                        | 9 эпизодов |
| 1995    | Военно-юридическая служба           | JAG                              | Дирк Гровер                       | Эпизод: «Shadow» |
| 1996    |                                     | Boston Common                    | Николай                           | 2 эпизода |
| 1996    | Крылья                              | Wings                            | Барри                             | Эпизод: «Too Beautiful for You» |
| 1999    | Доктора Лос-Анджелеса               | L.A. Doctors                     | Кевин Рэйвес                      | 2 эпизода |
| 2002    | Прикосновение ангела                | Touched by an Angel              | Даг                               | Эпизод: «Two Sides to Every Angel» |
| 2002    | Джон Доу                            | John Doe                         | Элвис Брайтвейт                   | Эпизод: «Mind Games» |
| 2002    | Похищенные                          | Taken                            | Том Кларк                         | 5 эпизодов |
| 2004    | Доктор Вегас                        | Dr. Vegas                        | Стив                              | Эпизод: «All In» |
| 2005    | Доктор Хаус                         | House                            | Сэм                               | Эпизод: «The Mistake» |
| 2005    | Объявлен в розыск                   | Wanted                           | полевой агент АТФ Джимми МакГлоин | 13 эпизодов |
| 2005—07 | Медиум                              | Medium                           | Майкл «Счастливчик» Бенуа         | 3 эпизода |
| 2006    | Любовь вдовца                       | Everwood                         | Эд Карнахан                       | Эпизод: «Across the Lines» |
| 2006    | C.S.I.: Место преступления Майами   | CSI: Miami                       | офицер полиции Майами             | Эпизод: «Curse of the Coffin» |
| 2007    | Детектив Рейнс                      | Raines                           | Марко                             | Эпизод: «Pilot» |
| 2008—12 | Сыны анархии                        | Sons of Anarchy                  | Гарри «Рыжий» Уинстон             | 54 эпизода; Второстепенный состав: Сезон 1 Основной состав: Сезоны 2-5 Премия Спутник — Лучший актёр второго плана (Мини-сериала или фильма на ТВ) (2012) |
| 2011    | Закон и порядок: Специальный корпус | Law and Order: SVU               | Даг Лавлесс                       | Эпизод: «Bombshell» |
| 2013    | Кинг и Максвелл                     | King & Maxwell                   | Эдгар Рой                         | Основной состав; 10 эпизодов |
| 2015    | Мотель Бейтс                        | Bates Motel                      | Чик Хоган                         | 6 эпизодов |
| 2016—17 | Изгои                               | Outsiders                        | «Младший Фостер» Фаррелл          | Основной состав; 26 эпизодов |
| 2019—21 | Ходячие мертвецы                    | The Walking Dead                 | Бета                              | Второстепенный состав; сезоны 9, 10 |
| 2021—22 | Тайное общество мистера Бенедикта   | The Mysterious Benedict Society  | Миллиган                          | Основной состав; сезоны 1-2 (16 эпизодов) |

### Видеоигры
| Год  | Название на русском  | Название на английском | Роль | Примечания               |
| ---- | -------------------- | ---------------------- | ---- | ------------------------ |
| 2022 | God of War: Рагнарёк | God of War: Ragnarök   | Тор  | Озвучка, захват движений |